# O Coronel e o Lobisomem (1982)
O Coronel e o Lobisomem foi uma telenovela brasileira exibida pela TV Cultura entre 29 de março e 7 de maio de 1982, às 22h. Baseada no romance homônimo de José Cândido de Carvalho, foi escrita por Chico de Assis e dirigida por Arlindo Pereira. A trama teve 30 capítulos.

## Enredo
O Coronel Ponciano de Azeredo Furtado é uma espécie de herói picaresco da cidade de Sobradinho. Contador de suas façanhas e seu esforço em lutar contra as mais variadas formas de injustiça, como o valente de circo, o cobrador de impostos, o tipo agiota. Espécie de cavaleiro andante das causas perdidas, solteirão rico, é cobiçado pelas mães ansiosas pelo casamento de suas filhas. Embora seja fraco no entendimento de coisas econômicas e administrativas (especulação do açúcar), é um forte na arte de desencantar assombrações e cair na artimanha de mulheres casadas.
E foi caindo no canto da "sereia" Esmeraldina que o coronel topou com o lobisomem. Com Pernambuco Nogueira, o suposto lobisomem, marido de sua prima Esmeraldina, Ponciano compõe um triângulo amoroso que acaba em tragédia.

## Elenco
- Jonas Mello .... Coronel Ponciano de Azeredo Furtado
- Regina Braga .... Alonsa dos Santos
- Sílvio Zilber .... Cicarino Dantas
- Luiz Serra .... Seu Totonho Borges (delegado)
- Henrique César .... Juju Bezerra (boticário)
- Abrahão Farc .... Padre Malaquias de Azevedo
- Liana Duval .... Francisquinha
- Edgard Franco .... Jordão Tibiriçá
- Walter Breda .... Janjão Caramujo
- Aldo Bueno .... João Ramalho
- Sérgio Buck .... Norato
- Carlos Koppa .... Saturnino Barba-de-Gato
- Eduardo Abbas .... Seu Salomão
- Xandó Batista .... Juca Quintanilha
- Sérgio Loureiro .... Juca Azeredo
- Lucélia Machiavelli .... Julita Matoso
- Tadeu Menezes .... Tonico (balconista da farmácia)
- Jofre Soares .... Simeão Azeredo Furtado
- Abel Constância
- Alice Faria
- Antônio Leite
- Cachimbo
- Carlos Franco
- Cilas Gregório
- Cláudia dos Santos
- Cláudia Maria Campos
- Cláudio dos Santos
- Décio Tangará
- Jair Assumpção
- João Francisco
- João Loreano
- Lilian Sarkis
- Marcos Caruso
- Maria Vasco
- Max Fabiano
- Nelson Chiquinato
- Oswaldo Spínola
- Pedro Cassador
- Péricles Campos
- Rosa Batista
- Rosa Maria Seabra
- Rosamaria Pestana
- Valéria Curvello Ramos
- Waldir Wer
- Zélia Martins
- Nazaré
- Gigante Galante
- José Mateus